# Граф Белмор

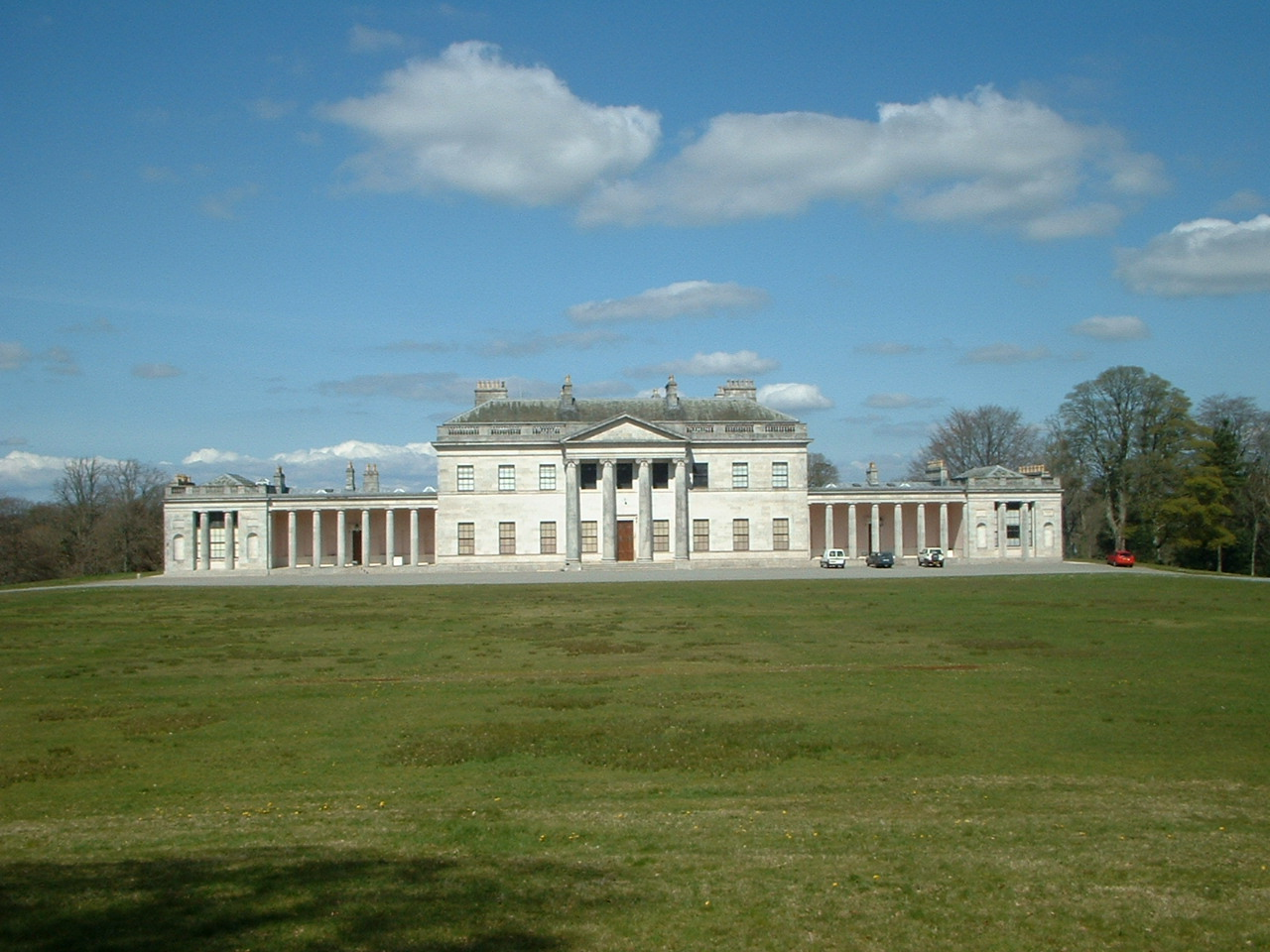
Касл Кул, резиденция графов Белмор

Граф Белмор в графстве Фермана — наследственный титул в системе Пэрства Ирландии. Титул был создан в 1797 году для Армара Лаури-Корри, 1-го виконта Белмора (1740—1802). Он ранее представлял графство Тирон в Ирландской палате общин. Также он получил титулы барона Белмора из Каст Кул в графстве Фермана и виконта Белмора в 1789 году (пэрство Ирландии). Армар Лаури был сыном Гэлбрейта Лаури, члена Ирландской палата общин от графство Тирон, и его жены Сары, дочери полковника Джона Корри. В 1774 году он получил королевское разрешение на дополнительную фамилию «Корри». В 1802 году ему наследовал его старший сын, Сомерсет Лаури-Корри, 2-й граф Белмор (1774—1841). Он представлял графство Тирон в Ирландской и Британской палатах общин, заседал в Палате лордов в качестве одного из избранных ирландских пэров-представителей с 1819 по 1841 год, а также занимал пост губернатора острова Ямайка (1828—1832).

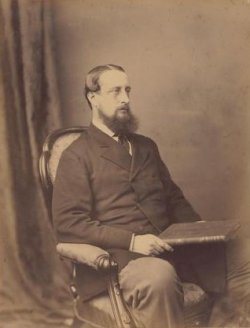
Сомерсет Лаури-Корри, 4-й граф Белмор

Его старший сын, Армар Лаури-Корри, 3-й граф Белмор (1801—1845), представлял графство Фермана в парламенте (1823—1831). Его преемником стал его старший сын, Сомерсет Лаури-Корри, 4-й граф Белмор (1835—1913). Он заседал в Палате лордов в качестве одного из избранных ирландских пэров-представителей с 1857 по 1913 год, а также служил заместителем государственного секретаря внутренних дел в правительстве графа Дерби (1866—1867). В 1867—1872 годах — губернатор Нового Южного Уэльса, также являлся лордом-лейтенантом графства Тирон (1892—1913). В 1949 году после смерти бездетного Сесила Лаури-Корри, 6-го графа Белмора (1873—1949), графский титул унаследовал его кузен, Гэлбрэйт Лаури-Корри, 7-й граф (1913—1960). Он был сыном Эдриана Лаури-Корри, пятого сына адмирала Армара Лаури-Корри, второго сына 3-го графа Белмора.
По состоянию на 2014 год, обладателем графского титула является его сын, Джон Лаури-Корри (род. 1951), наследовавший отцу в 1960 году.

## Известные члены рода Лаури-Корри
- Достопочтенный Генри Лаури-Корри (1803—1873), консервативный политик, первый лорд Адмиралтейства (1866—1867), второй сын 2-го графа Белмора, депутат Палаты общин от Тирона (1825—1873)
- Монтегю Уильям Лаури-Корри[англ.] (1838—1903), 1-й барон Роутон (с 1880), младший сын предыдущего, личный секретарь премьер-министра Бенджамина Дизраэли
- Достопочтенный Армар Лаури-Корри (1836—1919), адмирал британского королевского флота, второй сын 3-го графа Белмора
- Достопочтенный Генри Лаури-Корри[англ.] (1845—1927), младший сын 3-го графа Белмора, депутат Палаты общин от графства Тирон (1873—1880).

Титул учтивости наследника графа Белмора — «Виконт Корри».
Фамильная резиденция — замок Кул, вблизи Эннискиллена в графстве Фермана.

## Графы Белмор (1797)
- 1797—1802: Aрмар Лаури-Корри, 1-й граф Белмор (7 апреля 1740 — 2 февраля 1802), старший сын Гэлбрейта Лаури (позднее Лаури-Корри);
- 1802—1841: Сомерсет Лаури-Корри, 2-й граф Белмор (11 июля 1774 — 18 апреля 1841), второй сын предыдущего от первого брака;
- 1841—1845: Aрмар Лаури-Корри, 3-й граф Белмор (23 декабря 1801 — 17 декабря 1845), старший сын предыдущего;
- 1845—1913: Сомерсет Лаури-Корри, 4-й граф Белмор (9 апреля 1835 — 6 апреля 1913), старший сын предыдущего, также занимал должность 13-го губернатора Нового Южного Уэльса;
- 1913—1948: Aрмар Лаури-Корри, 5-й граф Белмор (5 мая 1870 — 12 февраля 1948), старший сын предыдущего;
- 1948—1949: Сесил Лаури-Корри, 6-й граф Белмор (20 марта 1873 — 2 марта 1949), второй сын 4-го графа Белмора;
- 1949—1960: Гэлбрейт Aрмар Лаури-Корри, 7-й граф Белмор (14 апреля 1913 — 20 июля 1960), сын майора Адриана Лаури-Корри (1876—1921), внук адмирала Армара Лаури-Корри (1836—1919) и правнук 3-го графа Белмора;
- 1960 — настоящее время: Джон Лаури-Корри, 8-й граф Белмор (род. 4 сентября 1951), единственный сын предыдущего;
  - Наследник: Джон Гэлбрейт Aрмар Лаури-Корри, виконт Корри (род. 2 ноября 1985), старший сын предыдущего.